# 長久允
長久 允（ながひさ まこと、1984年8月2日 - ）は、日本のCMプランナー、映画監督、映像作家、脚本家。東京都出身。

## 略歴
青山学院大学文学部フランス文学科在学中、大学の隣にあったイメージフォーラムでたまたま観た新藤兼人監督の『ふくろう』に衝撃を受け、ダブルスクールでバンタンデザイン研究所映画映像学部で映像を学び、在学中からミュージックビデオや映画制作に携わる。大学卒業後、電通に入社し営業に配属されるがその後、転局試験を受けCMプランナーとなり、黒須美彦に師事する。NTTドコモ「ドコモダケ」シリーズ、モンスターストライク「戸愚呂（姉）」、THE YELLOW MONKEY｢イエモン入門｣、T.M.Revolution「株式會社 突風」等の広告を手掛ける。2013年、世界最大級の広告賞と言われるカンヌ国際広告祭のヤングライオンフィルム部門で日本人初のメダリストとなる。

## 主な作品

### 短編映画
- ゼロ年代全景「FROG」（2009年）※オムニバス映画 - 監督/脚本
- そうして私たちはプールに金魚を、（2017年、コトプロダクション） - 監督/脚本[2]
- DEATH DAYS（2021年12月29日・30日・31日公開）[3]

### 長編映画
- WE ARE LITTLE ZOMBIES（2019年6月14日公開、日活） - 監督/脚本
- DEATH DAYS 劇場版（2022年3月12日公開、ギークピクチュアズ、ゴーストイッチ） - 監督/脚本[3]
- 炎上（2026年春公開予定、ナカチカピクチャーズ） - 監督/脚本[4]

### テレビドラマ
- デッドストック〜未知への挑戦〜 （2017年、テレビ東京） - オープニング映像[5]
- FM999 999WOMEN'S SONGS（2021年3月26日 - 、WOWOWオンデマンド・WOWOWプライム）- 総監督
- オレは死んじまったゼ!（2023年、WOWOWオンデマンド・WOWOWプライム）- 脚本・監督

## 出生〜大学卒業
長久允は1984年8月2日、東京都に生まれ、高円寺の高層ビルに住んでいた。
　青山学院大学中学部に入学。一人で過ごすことが多くダイエットブランやラザニアを食べていた。『MOTHER』（任天堂 / 1989年）『ライブ・ア・ライブ』（スクウェア / 1994年）等、多くのロールプレイングゲームなどに触れる。「自分の人生を客観視してゲーム的に捉える」という視点に繋がった。中学生から吹奏楽部でサックスを吹き始め、高校生の頃はブラスバンド部に所属した。
同校の大学に入学し、フランス文学科に在籍した。ベケット、イヨネスコなどシュルレアリスムを研究した。演劇を旗揚げし、1回の公演で終了する。
サックス歴は十年を越し、1日10時間の練習を行い、プロのミュージシャンを目指すようになっていた。ジャズバンドに所属していたが上達しない時が続き、大学2年生の頃、「趣味でやるくらいなら1ミリも吹かない方がマシだ、と潔くテナー・サックスをやめる。
大学横のイメージフォーラムにて、新藤兼人監督の2003年『ふくろう』を鑑賞し、この作品で映画の固定概念を覆される。映画という表現の自由さに、音楽と重なるところを見出した。20歳の時に観ていた映画は、ルネ・ラルー、ヤン・シュヴァンクマイエル、ホドロフスキー、ミヒャエル・ハネケ『ファニーゲーム』、北野武『3-4x10月』、寺山修司『田園に死す』、川島雄三『しとやかな獣』、相米慎二『台風クラブ』、ガス・ヴァン・サント『エレファント』、リチャード・リンクレイター『ウェイキングライフ』、原一男『ゆきゆきて、神軍』。
映画を作りたいという思いが膨らみ、2006年、大学3年生進学時、バンタン映画映像学院（現バンタンデザイン研究所）入学。（2020年『WE ARE LITTLE ZOMBIES』長久允監督講演会を開催！「映画でいちばん大切なこと」とは？【バンタンデザイン研究所】）
大学1、2年のうちに必要な卒業単位数をほとんど取得していたため、専門学校の勉強と両立することができていた。シナリオを書き、短編を撮り続ける日々を送った。2008年のバンタン映画映像学院の卒業制作では『frog』を脚本、監督。

ストーリー
90日間雨が降らず、ペットボトルが500円になった世界。写真を撮り続ける男、海に塩をまく男など、世界の終末を感じつつもさまざまな思いを抱えて生きる人々の姿を1匹のカエルを中心に綴る。

## 会社員〜2017年『そうして私たちはプールに金魚を、』
専門時代に映画監督デビューを目指していたが難しく、株式会社電通に入社。営業職を勤めていたが、CMプランナーとして勤務。広告を手がけ2013年カンヌ国際広告祭ヤングライオンFILM部門メダリスト、2015年OCC最高新人賞、2016年ACCラジオ部門ゴールドなどの受賞歴がある。
最も数多く携わった仕事は、小売店の店頭販売のビデオ制作。本人は、「うちの会社で、ステーキの焼き方を映像化させたら僕よりうまい人はいないと断言できるほど、自信があります。」と語っている。
大学時代、専攻していたシュルレアリスムの影響から、ノイズのある会話、シュールな表現を多用する映像を作りたいと思っていたが、広告表現においては両立が難しかった。就活の際に一度諦めた映画への熱量は、働きつつもずっと持ち合わせており、ふと浮かんだ台詞や物語の断片を携帯にメモして、1000フレーズほど溜まっていた。その頃、新宿ロフトでnature danger gang、どついたるねん、Have a Nice Day！、Maison book girlなどのバンドのライブを観て、自分自身の描きたいものを描きたいと思うようになる。その後、長谷川和彦『青春の殺人者』を目黒シネマで見て、映画を撮ることを決心し、映画監督としての活動を決意する。
コンペ「MOON CINEMA PROJECT」に参加し、web投票の末、グランプリを獲得し製作費が出る。半年弱ののち、10日間の有給中に撮影を終えた。2017年4月8日、自身初監督作品となる『そうして私たちはプールに金魚を、』が公開。さらに半年後、クエンティン・タランティーノなどを輩出したインディペンデントの登竜門・サンダンス映画祭から受賞連絡。第33回サンダンス映画祭ショートフィルム部門グランプリ初の日本人受賞。

ストーリー
2012年の夏、埼玉県狭山市にある中学校のプールに400匹の金魚が放たれた。犯人は4人の女子中学生。「キレイだと思って」と供述した4人の15歳の少女たちがプールに金魚を放った本当の理由とは･･･!? 実際に起きた事件を元に、少女たちの心情を斬新な視点で切り取ったスピード感あふれるショートフィルム。アイス、部活、祭り、ゾンビ、ボーリング、自転車、カラオケなど記憶を刺激するモチーフの連続で、観る者の想像を裏切り続ける25分間。

## 2019年『WE ARE LITTLE ZOMBIES』
電通コンテンツビジネス・デザイン・センター（電通CBDC）に異動。
2017年ごろ、青い鯨のニュースをみた事で、子供たちに絶望しなくても良いと伝えられる作品を作りたいと今作の構想を練り始めた。当時エレクトロバンドの音楽を長久が聴いていたこともあり、子供たちのポップチューンバンドが大きな要素として今作品に取り入れられることになった。
育休中に、脚本を執筆。1日30分だけ1人の時間が欲しい、とコンビニのイートインスペースで1~2ヶ月を費やし書き上げた。映画『ラ・ジュテ』（62）などの影響を反映させて3ヶ月かけて絵コンテを描き、同時にセリフを収録した音コンテや2時間分のビデオコンテを撮った。撮影後の編集作業は3-4ヶ月要した。1フレーム単位の検証、1db刻みの音編集の仕上げを行った。
長編映画デビュー作品にして、2019年2月2日、第35回サンダンス映画祭で日本映画として初の審査員特別賞のオリジナリティ賞受賞。ベルリン国際映画祭特別メンション準グランプリ賞を受賞。6月14日から全国の映画館で順次公開。

ストーリー
両親が死んだ。悲しいはずなのに泣けなかった、4人の13歳。彼らはとびきりのバンドを組むと決めた。こころを取り戻すために—
出会いは偶然だった。よく晴れたある日、火葬場で出会った4人。ヒカリ、イシ、タケムラ、イクコ。みんな、両親を亡くしたばかりだった。ヒカリの両親はバス事故で事故死、イシの親はガス爆発で焼死、タケムラの親は借金苦で自殺、イクコの親は変質者に殺された。なのにこれっぽっちも泣けなかった。まるで感情がないゾンビみたいに。
「つーか私たちゾンビだし、何やったっていいんだよね」 

夢も未来も歩く気力もなくなった小さなゾンビたちはゴミ捨て場の片隅に集まって、バンドを結成する。その名も、“LITTLE ZOMBIES”。やがて社会現象になったバンドは、予想もしない運命に翻弄されていく。嵐のような日々を超えて、旅のエンディングで4人が見つけたものとは―

## 2020年『（死なない）憂国』
初演劇作品『（死なない）憂国』が2020年9月21日、22日に日生劇場で公演。同時にオンラインでも配信された。三島由紀夫の没後50年節目の企画で、1961年の短編小説『憂国』を原作として解釈を加えた内容となっている。

ストーリー
仲間から決起に誘われなかった中尉が、叛乱軍とされた仲間を逆に討伐せねばならなくなった立場に懊悩し、妻と共に心中する『憂国』が、2020年版として新たな設定で蘇る。時は令和、コロナ渦でライブハウス消滅の危機に瀕した夫妻が、三島の『憂国』のインフルエンサーとして大胆なメッセージを放つ。

## 2021年『FM999999WOMEN'S SONGS』
2021年3月26日よりWOWOWで全10話のドラマ『FM999』が放送。多彩なオリジナル楽曲で送られる、ミュージカルドラマの構成になっている。
16歳の誕生日を迎えた小池清美（湯川ひな）は不安や喜びなどぐちゃぐちゃな感情を抱いていた。「女って何？」という言葉がふと口に出た清美の頭の中にDJ（TARAKO）の声が聞こえだす。「女のうた！レイディオFM999、始まるよ」。頭の中のDJは清美の悩みに応えて曲をセレクトして届けるという。目を閉じる清美はその歌の世界でさまざまな女たちと出会い学び、葛藤を重ねていく。

そんなある日、清美は放課後の教室で、進路や受験や男社会など将来の夢についていらだちを感じていた。そして思わず、「女って何？」とつぶやく。すると再び、頭の中にDJの声が響き、「FM999」が始まる。われに返ると教室でちょうど、清美の未来に大きな影響を与えることになる新海先輩（倉悠貴）と出会うのだが……。
同年、梅田芸術劇場が英国・オフウエストエンドのチャリング・クロス劇場と共同で演劇作品を発表する日英共同プロジェクト第二弾として、ミュージカル『消えちゃう病とタイムバンカー』（英題:The Vanishing Girl ＆ The Time Banker）の制作が進んでいた。4月初めから4/25まで東京芸術劇場プレイハウス、梅田劇場シアター・ドラマシティにて公開を予定していたが、新型コロナウイルスの影響で全公演中止が4/14に発表。同作戯曲は「悲劇喜劇」2022年7月号に掲載された。

## 2021-22年『DEATH DAYS』
2021年11月に設立された森田剛の新事務所「MOSS」の第一弾コンテンツとして制作された作品。主演を務めた森田剛からオファーがあり脚本・監督を務めた。
2021年12/29.30.31の3日間MOSS CHyoutubeで無料公開。メイキング・ドキュメンタリー『生まれゆく日々』を監督・構成・テキスト山西竜矢が務め制作。2022/3/12より渋谷シネクイントを皮切りに劇場公開。2023/7/5Blu-ray DVD発売。

## 2022年『KAGUYA BY GUCCI』
ファッションブランドのGUCCIが、75周年を迎えた名作“バンブーハンドルバッグ”のショートフィルムを制作し、ディレクションを手がける。2022年8月10日（水）に全世界公開。日本最古の物語「竹取物語」を現代版に解釈した内容。かぐや姫役を俳優満島ひかり、翁役をダンサー 表現者のアオイヤマダ、帝役を俳優永山瑛太が演じた。

## 受賞歴
CM
- カンヌ国際広告祭 ヤングライオンFILM部門メダリスト（2013年）[27]
- OCC賞 最高新人賞（2015年）[27]
- ACC CM FESTIVAL ラジオ部門 ゴールド（2016年）[27]